# Ясенец (Ганцевичский район)
Ясене́ц (бел. Ясяне́ц) — деревня в Ганцевичском районе Брестской области Беларуси. В составе Начского сельсовета. Население — 13 человек (2019).

## География
Ясенец находится в 16 км к северо-востоку от Ганцевичей и в 4 км к западу от северо-западной оконечности водохранилища Локтыши. К северу проходит граница с Минской областью. Через село проходит местная автодорога Начь — Большие Круговичи. Местность принадлежит бассейну Днепра, в деревне течёт канализированный ручей со стоком в реку Лань. Ближайшая ж/д станция — в Ганцевичах (линия Барановичи — Лунинец).

## История
В XIX веке имение вместе с соседними Большими Круговичами принадлежало Обуховичам, старинному роду, имевшему на территории современной Белоруссии обширные владения
Во второй половине XIX века Обуховичи построили в Ясенце дворянскую усадьбу. Небольшая усадьба с одноэтажным деревянным домом также включала в себя широкую въездную липовую аллею и пейзажный парк. Рядом с усадьбой находилось старое кладбище, где были похоронены предки Обуховичей, Вендорфов и Еленских.
По переписи 1897 года — деревня в Слуцком уезде Минской губернии, 5 дворов, 32 жителя.
Согласно Рижскому мирному договору (1921) деревня вошла в состав межвоенной Польши, где принадлежала Лунинецкому повету Полесского воеводства. В 1921 году здесь было 15 домов и 101 житель. С 1939 года в составе БССР.
С 30 июня 1941 года по 7 июля 1944 года оккупирована немцами, в лесах около деревни действовали партизаны. После войны усадебный дом был разобран и перевезён в соседнюю деревню Гута, где был приспособлен под школу и сельский клуб. Позднее был обложен кирпичом и использовался как магазин.

## Население
- 1999 год — 51 жителей
- 2009 год — 22 жителей

## Достопримечательности

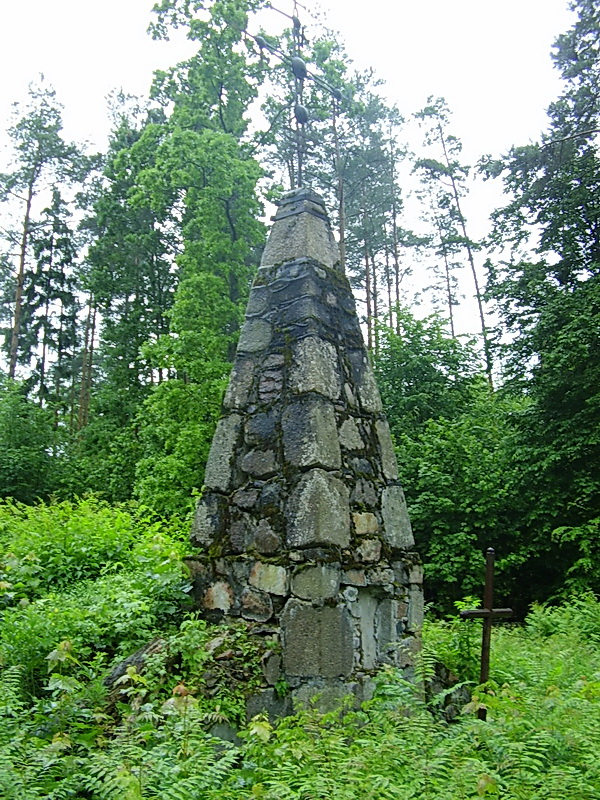
Склеп-усыпальница Еленских

- Бывшая усадьба рода Обуховичей (XIX век).
- Часовня-усыпальница рода Обуховичей —  Историко-культурная ценность Республики Беларусь, шифр 113Г000511.
- Часовня-усыпальница Вендорфов. Построена в первой половине XIX века —  Историко-культурная ценность Республики Беларусь, шифр 113Г000030.
- Склеп-усыпальница Еленских. Построена в XIX веке, увенчана крестом —  Историко-культурная ценность Республики Беларусь, шифр 113Г000031.
- Курганный могильник-1 периода раннего средневековья (XI—XII вв.), в 0,5 км на юг, с левой стороны дороги на д. Большие Круговичи —  Историко-культурная ценность Республики Беларусь, шифр 113В000171.
- Курганный могильник-2 периода раннего средневековья (XI—XII вв.), 31-й лесной квартал —  Историко-культурная ценность Республики Беларусь, шифр 113В000172.
- Курганный могильник-3 периода раннего средневековья (XI—XII вв.), в 2 км на юг, 27-31-й лесные кварталы —  Историко-культурная ценность Республики Беларусь, шифр 113В000173.

В 1 км к югу от деревни в лесу, по обе стороны дороги на Большие Круговичи, находится археологический памятник — курганный могильник, имеющий более 100 насыпей. Обнаружил и раскопал 3 кургана в 1955 году Б. В. Миролюбов, в 1961 году П. Ф. Лысенко раскопал еще 9 насыпей. Материалы раскопок хранятся в Белорусском государственном музее Полесья в Пинске. Могильник датируется XI— XIII веками, принадлежал дреговичам. При раскопках найдены предметы утвари и погребальный инвентарь.
Объекты включены в Государственный список историко-культурных ценностей Республики Беларусь.